# Chi sarà con te
Chi sarà, znany także jako Chi sarà con te – utwór włoskiego wokalisty Massima Ranierego, napisany przez Enrica Polita, Gaetana Saviego i Giancarla Bigazziego, nagrany i wydany w 1973 roku. Piosenka została umieszczona na płycie pt. Vent'Anni z 1984 roku.
W 1973 roku utwór reprezentował Włochy podczas finału 18. Konkursu Piosenki Eurowizji. Podczas koncertu finałowego, który odbył się 7 kwietnia w Nouveau Théâtre w Luksemburgu, utwór został zaprezentowany jako dziesiąty w kolejności i ostatecznie zdobył 74 punkty, plasując się na trzynastym miejscu finałowej klasyfikacji. Dyrygentem orkiestry podczas występu wokalisty był Polito. 
Na stronie B winylowego wydania singla znalazła się piosenka „Domenica, Domenica”. Oprócz włoskojęzycznej wersji utworu, wokalista nagrał także singiel w języku hiszpańskim („Quien contigo esté”).